# Bliżów-Kolonia
Bliżów-Kolonia – część wsi Bliżów w Polsce, położona w województwie lubelskim, w powiecie zamojskim, w gminie Adamów.
W latach 1975–1998 Bliżów-Kolonia administracyjnie należała do województwa zamojskiego.